# Centro de Reabilitação de Paralisia Cerebral Calouste Gulbenkian

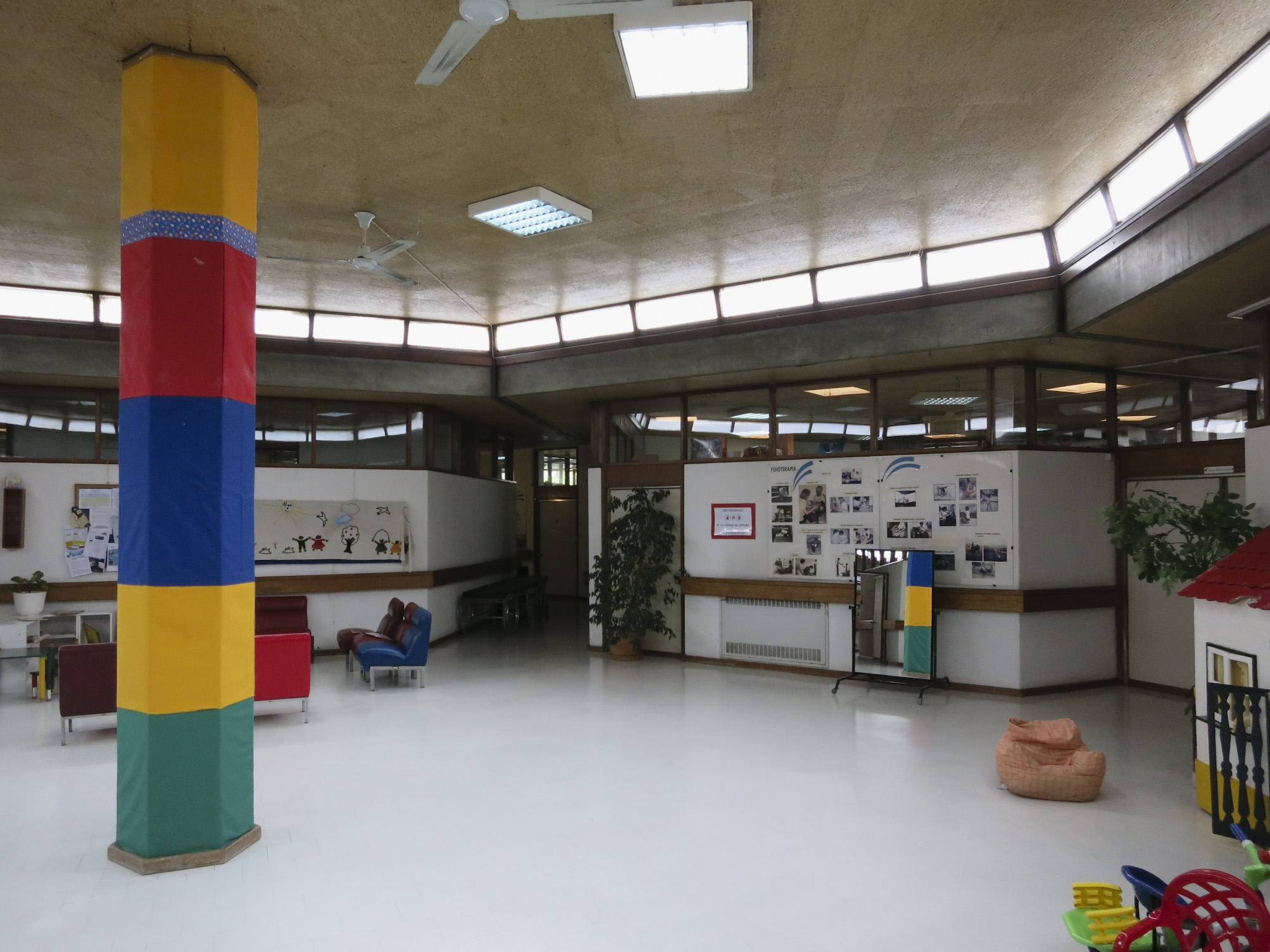
Átrio central

Planta inicial do CRPCCG

O Centro de Reabilitação de Paralisia Cerebral Calouste Gulbenkian (CRPCCG) localiza-se na Avenida Rainha D. Amélia (Lumiar, Lisboa), num edifício inaugurado em 1970; disponibiliza serviços destinados às pessoas com paralisia cerebral, numa perspetiva integrada e comunitária de inserção social da pessoa com deficiência.

## Historial

### Período inicial
O início da assistência à criança com paralisia cerebral em Portugal deveu-se à iniciativa da mãe de uma criança deficiente que promoveu a criação de um pequeno centro de tratamento integrado na Liga Portuguesa de Deficientes Motores, então dirigida pelo Dr. João dos Santos.
O primeiro Centro de Paralisia Cerebral dessa mesma Liga iniciou atividade em instalações provisórias na Alameda das Linhas de Torres, Lisboa, a 7 de Maio de 1958. Entre Novembro de 1959 e Março de 1960 funcionou em instalações pertencentes à Fundação Adolfo Vieira de Brito, na Rua Rodrigo da Cunha e, de seguida, num edifício desocupado na Avenida do Brasil (nº 45), já por iniciativa do grupo organizador da Associação Portuguesa de Paralisia Cerebral (APPC) – a primeira Associação para pessoas com deficiência criada no país –, cujos estatutos seriam aprovados pelo Ministro da Saúde em 26 de Julho de 1960.
A 6 de Fevereiro de 1961 o Centro reabriu, em novas instalações, na Avenida Casal Ribeiro, por iniciativa da recém formada APPC. Nesse mesmo ano o Diretor Clínico do Centro, Dr. Francisco Rodrigues Luzes, propôs a sua substituição pela Dra. Maria da Graça Andrada, especializada em reabilitação infantil pelo New York University Medical Centre (1959-61) e que viria a ocupar o lugar até 2002. A admissão da nova diretora clínica e de novos técnicos, e o apoio financeiro da Fundação Calouste Gulbenkian, viabilizaram a reestruturação e valorização do serviço  e, quatro anos mais tarde, a sua mudança para instalações mais adequadas na Avenida Columbano Bordalo Pinheiro nº 81.

### Centro de Reabilitação de Paralisia Cerebral Calouste Gulbenkian
O atual Centro localiza-se na Avenida Rainha D. Amélia, Lisboa; foi construído por iniciativa da Associação Portuguesa de Paralisia Cerebral num terreno cedido pela Câmara Municipal de Lisboa e com financiamento da Fundação Calouste Gulbenkian. A cerimónia de inauguração teve lugar no dia 9 de Novembro de 1970.
O edifício foi concebido expressamente para a reabilitação de pessoas com paralisia cerebral pelo arquiteto Cândido Palma de Melo (membro da Direção da APPC), que trabalhou em relação de grande proximidade com os técnicos do Centro. O edifício articula equilibradamente as necessidades funcionais e as opções de ordem formal e construtiva, proporcionando "um meio ambiente e outras condições de trabalho bem diferentes do chamado «meio-ambiente hospitalar» que por vezes domina estas instalações'". Desenvolvendo-se num único piso de fácil acesso, "o edifício faz-se pela justaposição de estruturas hexagonais que, vistas de cima, se assemelham aos favos de mel das abelhas. Uma construção original e, à época, única nas suas caraterísticas de harmonia e na funcionalidade das suas instalações". Palma de Melo coordenou ainda a ação dos restantes projetistas (estruturas: Eng.º J. Pereira Gomes; instalações: Eng.º Alberto Rola; enquadramento paisagístico: Arq. Gonçalo Ribeiro Teles). O Centro foi posteriormente ampliado através da construção de novos módulos hexagonais em tudo semelhantes aos iniciais.
O Centro de Reabilitação de Paralisia Cerebral Calouste Gulbenkian tem como objetivo a reabilitação e educação da criança com paralisia cerebral, "desenvolvendo ao máximo as suas capacidades e permitindo-lhe a sua integração social de modo a torná-la à data uma criança feliz e igual às outras, e no futuro um indivíduo útil e produtivo na sociedade". A equipa multidisciplinar do CRPCCG (que inclui médicos especialistas, enfermeiros, fisioterapeutas, terapeutas ocupacionais, terapeutas da fala, psicólogos, educadores, professores e assistentes sociais) acompanha aproximadamente 700 pessoas com deficiência por ano, prestando também apoio às suas famílias bem como a diversos técnicos que o solicitam. É um centro de referência para a paralisia cerebral  desenvolvendo projetos em parceria com instituições nacionais e internacionais (assinale-se, também aqui, o papel da Dra. Maria da Graça Andrada).

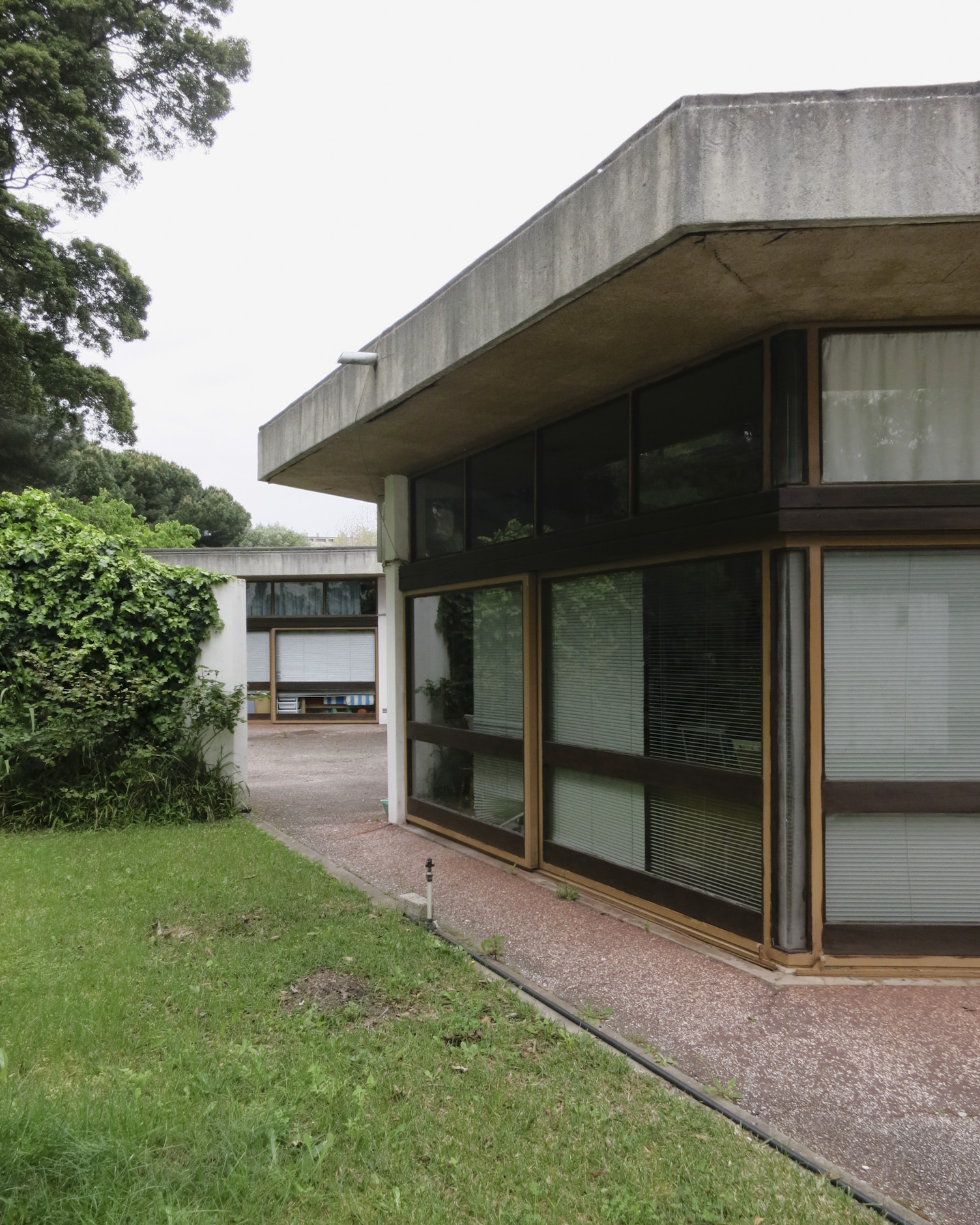
Vista exterior
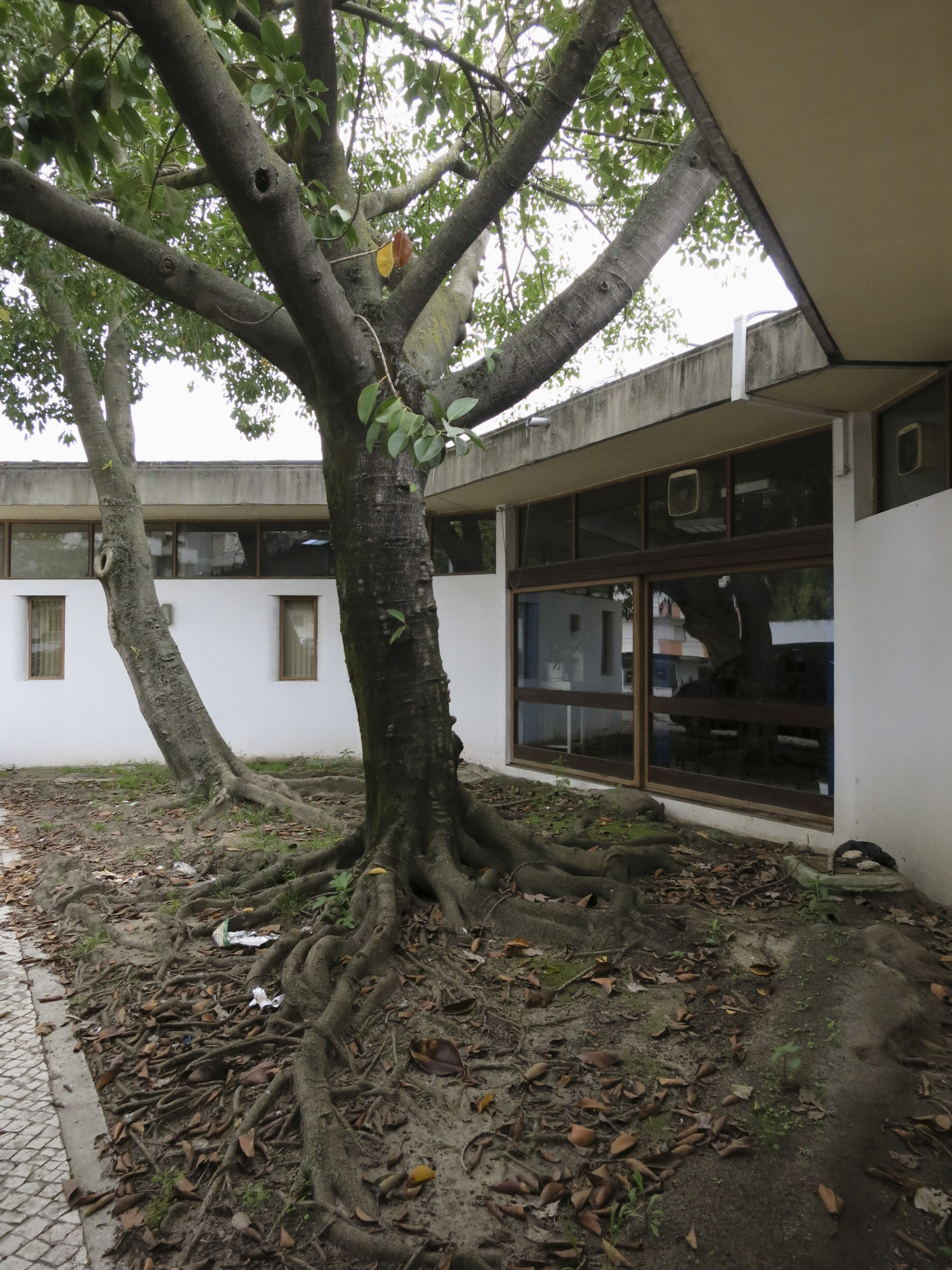
Vista exterior
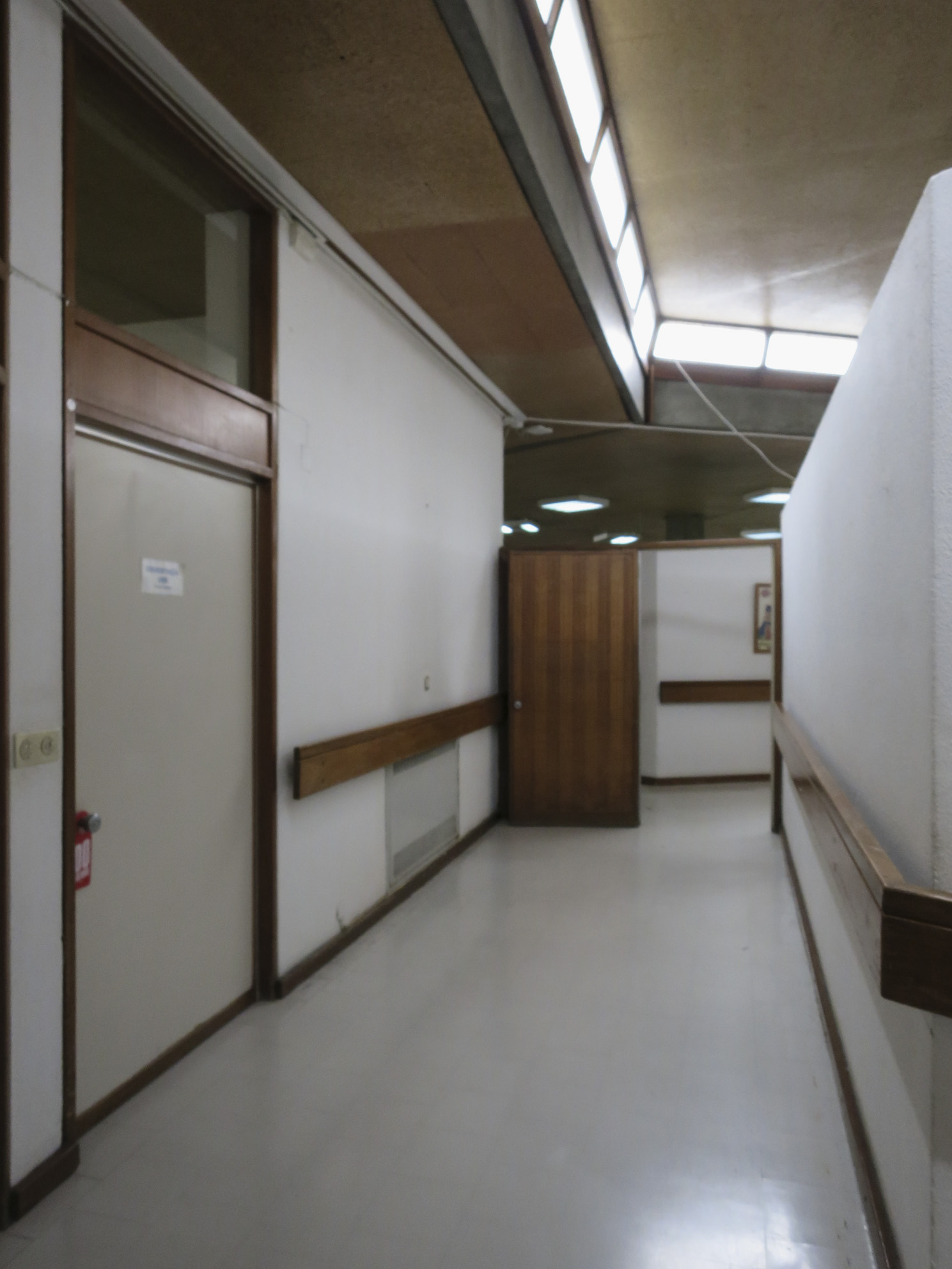
Vista interior
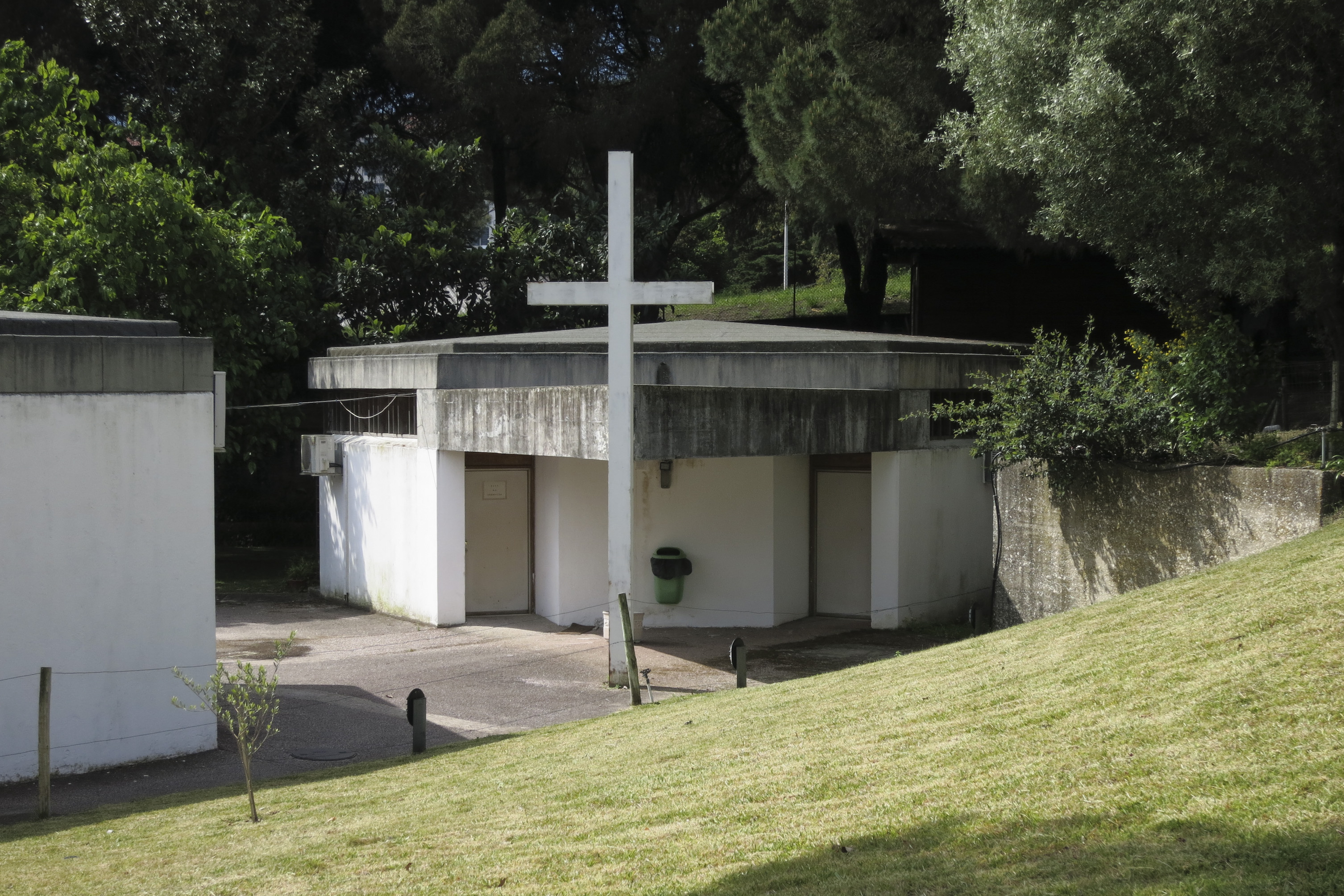
Sala de formação (antiga capela)

### Descentralização
Até 1975 a Associação Portuguesa de Paralisia Cerebral foi uma organização centralizada, sediada em Lisboa; nesse ano foi subdividida em núcleos regionais (Norte, Centro e Sul), dando início a um processo dinâmico de descentralização e aproximação às populações que tem levado à criação de centros de reabilitação em muitas outras zonas do país.